# Cyphacanthus atopus
Cyphacanthus atopus är en akantusväxtart som beskrevs av Emery Clarence Leonard. Cyphacanthus atopus ingår i släktet Cyphacanthus och familjen akantusväxter. Inga underarter finns listade i Catalogue of Life.